# Schwarzholz
Schwarzholz este o comună din landul Saxonia-Anhalt, Germania.